# حمزة ميرزا
أبو الفتح سلطان حمزة ميرزا (بالفارسية: ابوالفتح سلطان حمزه میرزا) (4 سبتمبر 1568 - 24/26 نوفمبر 1586) هو ولي عهد الدولة الصفوية في عهد والده الشاه محمد خدا بنده، والدته هي «خير النساء بيگم» الأميرة المرعشية، وجده هو «طهماسب الأول» الشاه الثاني للدولة الصفوية.